# Rue de l'Université (Reims)
Pour les articles homonymes, voir Rue de l'Université.
La rue de l'Université  est une voie de la commune de Reims, située dans le département de la Marne (département), en région Grand Est.

## Situation et accès
Débutant au bout de la rue du Barbâtre, elle aboutit place Carnegie.
La voie est à sens unique.

## Origine du nom
Elle se nomme ainsi en l'honneur de l'Université de Reims.

## Historique
Elle est la continuation du cardo vers le sud et reliait le centre de la ville antique, au bourg st-Remi. Elle commence à la Porte Bazée. Elle porte sa dénomination actuelle depuis 1886 et reprend les rues Saint-Etienne, la Périère.

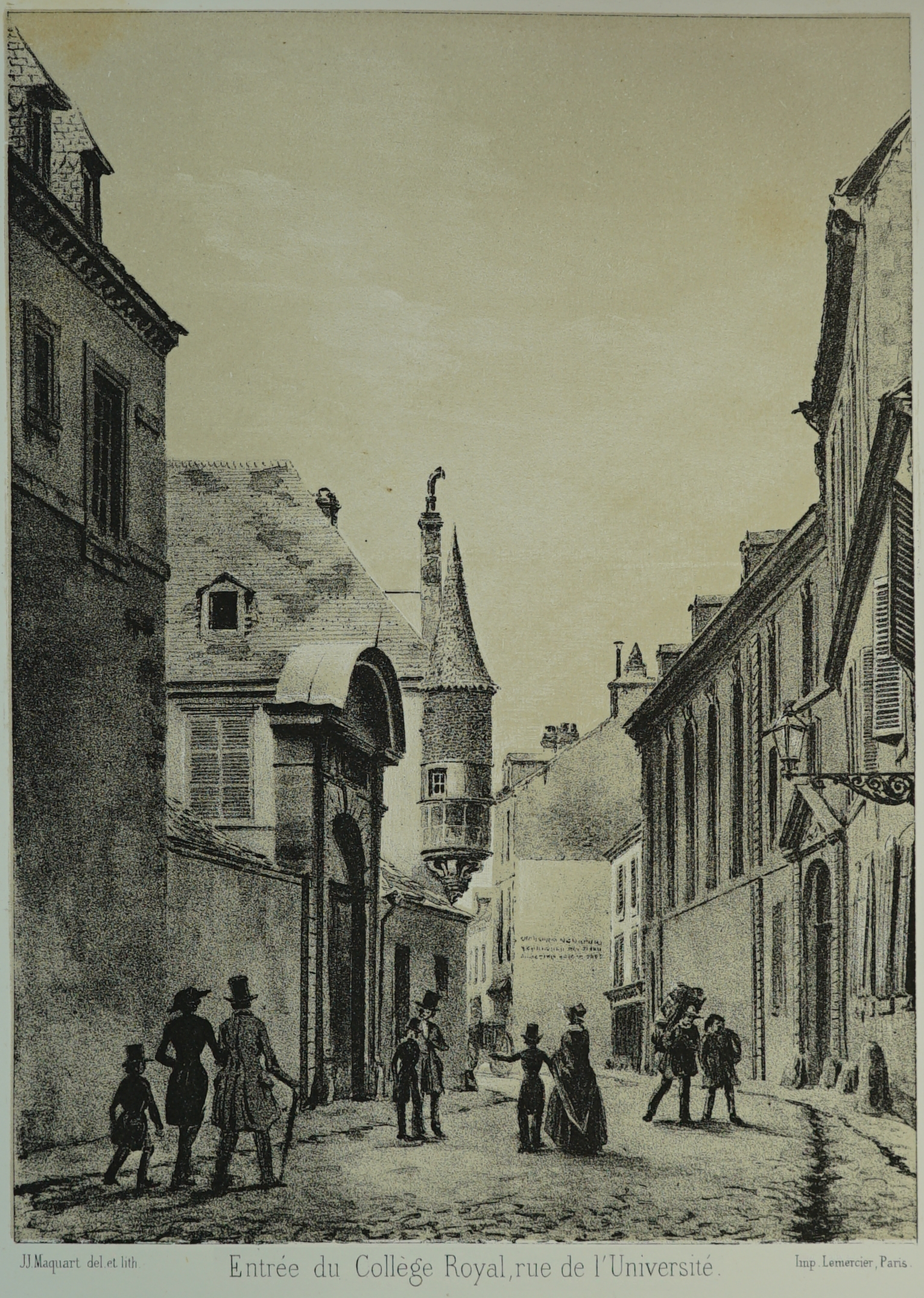
La rue au XIXe siècle avec l'entrée du collège sur la gauche.

## Bâtiments remarquables et lieux de mémoire
- Le Collège Université,
- Collège Notre-Dame de Reims,
- La bibliothèque Carnégie,
- La porte Bazée.